# Zelkó Romána
Zelkó Romána (Budapest, 1968. május 16. –) magyar gyógyszerész, egyetemi tanár, az MTA doktora, 2013. július 1-től 2020. június 30-ig a Semmelweis Egyetem Gyógyszerésztudományi Karának dékánja, 2005-től a GYTK Egyetemi Gyógyszertár Gyógyszerügyi Szervezési Intézet igazgatója.

## Pályafutása
Édesapja Zelkó Zoltán térképész, a Nazca-vonalak kutatója volt. Különleges keresztnevét a család apai ágának szlovén származására tekintettel kapta. 1991-ben végzett a SOTE-n gyógyszerészként, majd a SOTE Gyógyszerészeti Intézeténél helyezkedett el, ahol 2000-ig dolgozott. Időközben 1993-ban egyetemi doktori fokozatot szerzett, 1996-1999 között több ösztöndíjjal a Genti Egyetemen töltött 10 hónapot. 2000-ben a Semmelweis Egyetem Egyetemi Gyógyszertár Gyógyszerügyi Szervezési Intézetében folytatta munkáját, ahol laboratóriumvezető lett, és itt kapta meg egyetemi docensi címét is. 2003-tól a Gyógyszerésztudományi Kar dékánhelyettese, az egyetemi tanács és a szenátus tagja, 2008 óta az MTA doktora. 2009-től egyetemi tanár, 2013. július 1-től Noszál Bélát váltva lett a kar dékánja 2020. június 30-ig, 2017 júliusától a Semmelweis Egyetem Gyógyszertudományok Doktori Iskola vezetője.
Kutatási területe a polimer segédanyagok fizikai öregedése, szilárd gyógyszerformák fizikai-kémiai tulajdonságai és a hatóanyag-felszabadulás közötti összefüggések vizsgálata. A segédanyag-öregedéssel együtt járó molekulaszerkezeti változások vizsgálata a gyógyszerforma fizikai stabilitásával összefüggésben. Polimer gyógyszerhordozók mikro- és makroszerkezete, valamint a funkcióval összefüggő tulajdonságai közötti összefüggések feltárása, a segédanyag-kiválasztás optimalizálása a preformuláció során. Innovatív technológiájú polimer alapú gyógyszerhordozók fejlesztése és vizsgálata.
2005 óta az Acta Pharmaceutica Hungarica gyógyszerészeti szaklap felelős szerkesztője, 2019-től főszerkesztője. Több nemzetközi folyóirat Szerkesztő Bizottságának tagja (International Journal of Pharmaceutical Investigation, International Journal of Clinical Pharmacology & Pharmacotherapy, International Journal of Nanomaterials, Nanotechnology and Nanomedicine, Pharmaceutics, 
Associate Editor: Heliyon Pharmaceutical Science, Pharmacology and Toxicology section).
2023-ban az International Journal of Pharmaceutics Szerkesztő Bizottságának tagjává választották.

## Díjai
- 2003: Semmelweis Egyetem Kiváló Oktató
- 2006: Sanofi-Aventis Magyar Kutatási Díj
- 2007: Aesculap Alapítvány kiváló kutatói díj
- 2011: Hugonnai Vilma-emlékérem[6]
- 2014: Kempler Kurt-emlékérem (Magyar Gyógyszerésztudományi Társaság)
- 2020: "Kiváló PhD oktató" kitüntetés
- 2022: Magyar érdemrend tisztikeresztje
- 2022: Richter Gedeon Emlékérem és Jutalomdíj, Semmelweis Egyetem
- 2024: Kazay Endre Emlékérem (Magyar Gyógyszerésztudományi Társaság)

### Ösztöndíj
- 1996: Magyar Állami Eötvös Ösztöndíj
- 1999-2002: MTA Bolyai János kutatási ösztöndíj